# تروپوپاز

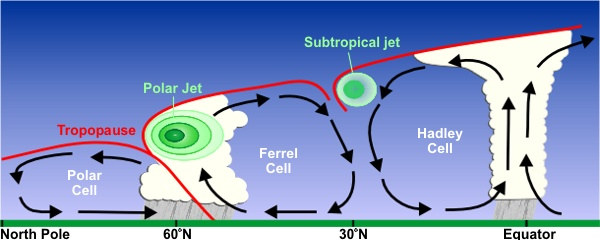
تروپوپاز (وردایست) به ارتفاعات بالا در عرض‌های جغرافیایی مناطق حارّه و به ارتفاعات پایین در عرض‌های جغرافیایی قطبی گسترش می‌یابد.

تروپوپاز (به انگلیسی: Tropopause) یا وَردایست بخشی از هواکره (اتمسفر) است که نقش لایه مرزی میانی تروپوسفر (وردسپهر) و استراتوسفر (پوشن‌سپهر) را دارد. تروپوپاز یک لایه گرادیان-طبقه‌بندی ترمودینامیکی است که انتهای تروپوسفر را نشان می‌دهد و تقریباً ۱۷ کیلومتر (۱۱ مایل) بالاتر از مناطق استوایی و حدود ۹ کیلومتر (۵٫۶ مایل) بالاتر از مناطق قطبی زمین است.

## تعریف

تصویر شماتیک لایه‌های جو، تروپوپاز بین تروپوسفر و استراتوسفر قرار دارد.

با فاصله گرفتن از سطح زمین، دمای هوا کاهش پیدا می‌کند. تروپوپاز منطقه‌ای است که در آنجا کاهش دما با افزایش ارتفاع متوقف می‌شود و جو در آنجا به‌طور کامل خشک است. نرخ کاهش دما در تروپوسفر مثبت است، یعنی در لایهٔ تروپوسفر، با افزایش ارتفاع از میزان دما کاسته می‌شود. در حقیقت تروپوپاز منطقه‌ای است که این نرخ کاهش دما از مثبت به منفی تغییر می‌کند و بنابراین نرخ کاهش دما در استراتوسفر منفی‌است، یعنی در این لایه با افزایش ارتفاع، بر میزان دمای هوا افزوده می‌شود. تعریف دقیق تروپوپاز که توسط سازمان جهانی هواشناسی مورد استفاده قرار می‌گیرد این‌گونه است:
در تعریف فوق، سطح تروپوپاز به عنوان یک تابع پیوسته در نظر گرفته شده است، یعنی دما در این لایه تابعی پیوسته از ارتفاع است، اما گرادیان دما این‌گونه نیست.

## مکان
تروپوسفر یکی از پایین‌ترین لایه‌ها در هواکره است که در بالای لایهٔ سطحی جو زمین قرار دارد و منطقه‌ای است که بیشتر پدیده‌های جوی در آن اتفاق می‌افتند. تروپوسفر از بالای لایه سطحی جو گسترش پیدا می‌کند و ارتفاع‌اش به‌طور متوسط از ۹ کیلومتر در مناطق قطبی تا ۱۷ کیلومتر در مناطق استوایی تغییر می‌کند. اندازه‌گیری نرخ کاهش دما در لایه‌های تروپوسفر و استراتوسفر، به شناسایی محدودهٔ مکانی تروپوپاز کمک می‌کند، زیرا نرخ کاهش دما در استراتوسفر منفی‌است، یعنی با افزایش ارتفاع در این لایه، دمای هوا نیز افزایش می‌یابد، تروپوپاز در منطقه‌ای قرار گرفته که در آن نرخ کاهش دما، از حد معینی کمتر می‌باشد.
تروپوپاز از دمای تمام لایه‌های زیرین خود تأثیر می‌پذیرد، بنابراین در مناطق استوایی به بیشترین ارتفاع و در نقاط قطبی به کمترین ارتفاع خود می‌رسد. به همین دلیل، سردترین لایه در جو، در ارتفاع ۱۷ کیلومتری از سطح زمین بر فراز استوا قرار دارد. به دلیل تفاوت ارتفاع نقاط مختلف تروپوپاز، بیشترین و کم‌ترین ارتفاع‌های این لایه با نام‌های تروپوپاز استوایی و تروپوپاز قطبی شناخته می‌شود
روش دیگر تشخیص ناحیه تروپوپاز، بررسی ترکیبات شیمیایی موجود در جو است. به‌طور مثال، لایه‌های زیرین استراتوسفر حاوی مقادیر بیشتری گاز اوزون نسبت به لایه‌های بالاتر است، اما مقادیر کمتری بخار آب را دربردارد.